# Кільце (література)
Кільце́ — композиційна стилістична фігура, що полягає у повторенні тих самих звуків, слів або словосполучень на початку й у кінці речення, віршу, строфи, абзацу або усього твору. Інші назви: анепіфора або анаепіфора (грец. άνεπιφορά ), просаподосіс (грец. προσαποδο-σιζ — буквально надлишок). Стосовно прозових творів частіше вживається термін обрамлення (не плутати  з іншим композиційним прийомом каркасною оповіддю).
Пояснюючи назву фігури "кільце", В. Домбровський, зокрема, писав: «Повторення початкового слова або фрази на кінці того самого речення, вірша, строфи або цілої п'єси, через що дана гадка або ж ряд гадок, що творять логічну цілість, отримує певного роду заокруглення; звідси й назва тієї фігури».

## Приклади
Ні, не співать нам, доле, ні!— Леонід Глібов
Ой не крийся, природо, не крийся.— Павло Тичина

## Епістрофа
Стилістичну фігуру, в якій початкова фраза повторюється у кінці строфи або усього вірша, називають епістрофою (грец. epistrophe — крутіння) або строфічним кільцем. Така стилістична фігура характерана для тріолету та рондо. Приклад епістрофи:
І вибухли сльози

щирі – без міри

На моє дитинство

ясне-прекрасне,

На молодість дику,

пінну – вершинну,

На вік мій зрілий,

зрілий – прозрілий:

І вибухли сльози

щирі – без міри... — Адам Міцкевич, переклад Є. Маланюка
Роль епістрофи як композиційного прийому особливо суттєва, коли повтором охоплено всі або більшість строф вірша. Наприклад, вірш Шарля Бодлера «Спокута»:
О Янголе блаженств, чи ви спізнали муки,

Докори совісті, нудьгу, ридання, страм,

І неясні жахи, що серце пополам

Вночі нещадно рвуть, неначе жертву круки?

О Янголе блаженств, чи ви спізнали муки?

О Янголе добра, чи лютість ви спізнали,

Ненависті вогонь і сльози гіркоти,

Коли пекельний збір сурмить глашатай Мсти,

І воями стають всі наші ідеали?

О Янголе добра, чи лютість ви спізнали?

О Янголе снаги, чи ви були в лікарні,

Де попід мурами Гарячка йде хмурна,

Губами рухає, вся біла, як стіна,

Накульгуючи, йде крізь видива примарні?

О Янголе снаги, чи ви були в лікарні?

О Янголе краси, чи темних зморщок сіті

Вже виявляли ви на ясному чолі,

Чи бачили ви страх самопожертви в млі

Очей, що нам були найкращими на світі?

О Янголе краси, ви знали зморщок сіті?

О Янголе життя, і щастя, і розмаю,

Вмираючий Давид хотів би смерть збороть

Тим чаром, що дає твоя чаклунська плоть,

А я лиш молитов твоїх сяйних благаю,

О Янголе життя, і щастя, і розмаю!— Шарль Бодлер, переклад з французької Дмитра Павличка
Повторення надає композиційної стрункості не лише класичній строфі, а й астрофічній віршовій формі. Наприклад, вірш Максима Рильського «Останні троянди»:
Останні троянди,

Білі троянди.

Вересневі троянди.

Вони одяглися

В ризи невинності,

В шати дівочої чистоти,

Вони крізь осінній туман

Ледве пригадують літо,

Сонце і грози,

Краплисті дощі і веселі веселки,

Ночі душні і поранки рожеві,

Вони, як вві сні,

Бачать весни колихання зелене,

Чують безсмертні слова солов'їні,

Дотики вітру щасливого ловлять…

А все це живе у них:

Весна запахуща

І пристрасне літо,

Вітер, веселки і грози —

Все це живе в них

І житиме доти,

Доки бичем смертоносним

Їх мороз не ударить,

Доки на землю не зронять

Останніх своїх пелюстків

Білі троянди,

Вересневі троянди,

Останні троянди.— М. Рильський